# Collegio elettorale di Mirabella Eclano (Camera dei deputati)
Il collegio di Mirabella Eclano fu un collegio elettorale uninominale della Repubblica Italiana per l'elezione della Camera dei deputati. Apparteneva alla circoscrizione Campania 2 e fu utilizzato per eleggere un deputato nella XII, XIII e XIV legislatura.
Venne istituito nel 1993 con la cosiddetta Legge Mattarella (Legge n. 277, Nuove norme per l'elezione della Camera dei deputati), attuata in seguito al referendum abrogativo del 1993. La legge istituì per la Camera dei deputati e per il Senato della Repubblica un sistema di elezione misto, in parte maggioritario e in parte proporzionale. Il 75% dei parlamentari dell'assemblea veniva eletto in collegi uninominali tramite sistema maggioritario a turno unico; il restante 25% alla Camera veniva eletto tramite sistema proporzionale con liste bloccate.
Il collegio venne abolito insieme a tutti gli altri che costituivano la Camera con la promulgazione della legge elettorale successiva, la cosiddetta Legge Calderoli. Questa prevedeva un sistema proporzionale con premio di maggioranza, che alla Camera veniva attribuito a livello nazionale.

## Territorio
Il collegio di Mirabella Eclano era uno dei 47 collegi uninominali in cui era suddivisa la Campania e, come previsto dal D.Lgs. del 20 dicembre 1993 n. 536, era interamente compreso nella provincia di Avellino e comprendeva i seguenti comuni: Andretta, Aquilonia, Bagnoli Irpino, Bisaccia, Cairano, Calabritto, Calitri, Caposele, Carife, Cassano Irpino, Castel Baronia, Castelfranci, Conza della Campania, Fontanarosa, Frigento, Gesualdo, Guardia Lombardi, Lacedonia, Lioni, Luogosano, Mirabella Eclano, Montella, Montemarano, Monteverde, Morra De Sanctis, Nusco, Paternopoli, Rocca San Felice, San Nicola Baronia, San Sossio Baronia, Sant'Andrea di Conza, Sant'Angelo all'Esca, Sant'Angelo dei Lombardi, Scampitella, Senerchia, Sturno, Taurasi, Teora, Torella dei Lombardi, Trevico, Vallata, Vallesaccarda e Villamaina.

## Eletti
| Elezione | Elezione | Deputato             | Partito              |
| -------- | -------- | -------------------- | -------------------- |
|          | 1994     | Ferdinando Schettino | Progressisti (AD)    |
|          | 1996     | Ciriaco De Mita      | Democrazia e Libertà |
|          | 2001     | Ciriaco De Mita      | L'Ulivo (PPI)        |

## Dati elettorali

### XII legislatura

#### Risultati proporzionale
| Coalizioni        | Coalizioni                  | Liste                       | Liste                              | Voti   | %     |
| ----------------- | --------------------------- | --------------------------- | ---------------------------------- | ------ | ----- |
|                   | Progressisti                |                             | Partito Democratico della Sinistra | 14.137 | 19,91 |
|                   | Progressisti                | Rifondazione Comunista      | 4.500                              | 6,34   |       |
|                   | Progressisti                | Partito Socialista Italiano | 3.800                              | 5,35   |       |
|                   | Progressisti                | Federazione dei Verdi       | 1.722                              | 2,42   |       |
|                   | Progressisti                | Alleanza Democratica        | 716                                | 1,01   |       |
| Totale coalizione | Totale coalizione           | 24.875                      | 35,03                              |        |       |
|                   | Patto per l'Italia          |                             | Partito Popolare Italiano          | 19.579 | 27,57 |
|                   | Patto per l'Italia          | Patto Segni                 | 4.547                              | 6,40   |       |
| Totale coalizione | Totale coalizione           | 24.126                      | 33,97                              |        |       |
|                   | Forza Italia                | Forza Italia                | Forza Italia                       | 9.539  | 13,43 |
|                   | Alleanza Nazionale          | Alleanza Nazionale          | Alleanza Nazionale                 | 9.130  | 12,86 |
|                   | Lista Pannella              | Lista Pannella              | Lista Pannella                     | 1.404  | 1,98  |
|                   | Unità Popolare              | Unità Popolare              | Unità Popolare                     | 868    | 1,22  |
|                   | Socialdemocrazia            | Socialdemocrazia            | Socialdemocrazia                   | 410    | 0,58  |
|                   | Riformisti Irpini           | Riformisti Irpini           | Riformisti Irpini                  | 237    | 0,33  |
|                   | Unione Democratica Italiana | Unione Democratica Italiana | Unione Democratica Italiana        | 221    | 0,31  |
|                   | Alleanza Meridionale        | Alleanza Meridionale        | Alleanza Meridionale               | 203    | 0,29  |
| Totale            | Totale                      | Totale                      | Totale                             | 71.013 |       |

#### Risultati uninominale
|                               | Ferdinando Schettino ✔️ Eletto | Progressisti         | 24 905 | 35,44 |  |  |  |  |  |
|                               | Salverino De Vito              | Patto per l'Italia   | 23 313 | 33,18 |  |  |  |  |  |
|                               | Gennaro Di Prenda              | Alleanza Nazionale   | 11 161 | 15,88 |  |  |  |  |  |
|                               | Pietro Salvatore Salierno      | FI - CCD - UDC - PLD | 10 892 | 15,50 |  |  |  |  |  |
| Totale                        | Totale                         | Totale               | 70 271 | 100   |  |  |  |  |  |
|                               |                                |                      |        |       |  |  |  |  |  |
| Fonte: Ministero dell'interno |                                |                      |        |       |  |  |  |  |  |

### XIII legislatura

#### Risultati proporzionale
| Coalizioni        | Coalizioni                         | Liste                              | Liste                                     | Voti   | %     |
| ----------------- | ---------------------------------- | ---------------------------------- | ----------------------------------------- | ------ | ----- |
|                   | L'Ulivo                            |                                    | Popolari per Prodi (PPI-SVP-PRI-UD-Prodi) | 15.901 | 23,13 |
|                   | L'Ulivo                            | Partito Democratico della Sinistra | 13.336                                    | 19,40  |       |
|                   | L'Ulivo                            | Rinnovamento Italiano              | 2.656                                     | 3,86   |       |
|                   | L'Ulivo                            | Federazione dei Verdi              | 1.017                                     | 1,48   |       |
| Totale coalizione | Totale coalizione                  | 32.910                             | 47,87                                     |        |       |
|                   | Polo per le Libertà                |                                    | Alleanza Nazionale                        | 9.475  | 13,78 |
|                   | Polo per le Libertà                | Forza Italia                       | 8.697                                     | 12,65  |       |
|                   | Polo per le Libertà                | CCD-CDU                            | 8.217                                     | 11,95  |       |
| Totale coalizione | Totale coalizione                  | 26.389                             | 38,38                                     |        |       |
|                   | Progressisti                       |                                    | Rifondazione Comunista                    | 6.532  | 9,50  |
|                   | Movimento Sociale Fiamma Tricolore | Movimento Sociale Fiamma Tricolore | Movimento Sociale Fiamma Tricolore        | 839    | 1,22  |
|                   | Lista Pannella - Sgarbi            | Lista Pannella - Sgarbi            | Lista Pannella - Sgarbi                   | 732    | 1,06  |
|                   | Partito Socialista                 | Partito Socialista                 | Partito Socialista                        | 579    | 0,84  |
|                   | Movimento Rinascita Italiana       | Movimento Rinascita Italiana       | Movimento Rinascita Italiana              | 395    | 0,57  |
|                   | Patto per l'Agro                   | Patto per l'Agro                   | Patto per l'Agro                          | 359    | 0,52  |
| Totale            | Totale                             | Totale                             | Totale                                    | 68.735 |       |

#### Risultati uninominale
|                               | Ciriaco De Mita ✔️ Eletto | Democrazia e Libertà                 | 33 326 | 47,74 |  |  |  |  |  |
|                               | Franco Di Cecilia         | Polo per le Libertà                  | 21 588 | 30,93 |  |  |  |  |  |
|                               | Vito Nicola Cicchetti     | Partito della Rifondazione Comunista | 12 403 | 17,77 |  |  |  |  |  |
|                               | Attilio De Pietro         | Fiamma Tricolore                     | 2 487  | 3,56  |  |  |  |  |  |
| Totale                        | Totale                    | Totale                               | 69 804 | 100   |  |  |  |  |  |
|                               |                           |                                      |        |       |  |  |  |  |  |
| Fonte: Ministero dell'interno |                           |                                      |        |       |  |  |  |  |  |

### XIV legislatura

#### Risultati proporzionale
| Coalizioni        | Coalizioni              | Liste                   | Liste                                 | Voti   | %     |
| ----------------- | ----------------------- | ----------------------- | ------------------------------------- | ------ | ----- |
|                   | L'Ulivo                 |                         | La Margherita (Dem - PPI - RI- UDEUR) | 14.069 | 21,18 |
|                   | L'Ulivo                 | Democratici di Sinistra | 8.366                                 | 12,60  |       |
|                   | L'Ulivo                 | Il Girasole (FdV - SDI) | 2.443                                 | 3,68   |       |
|                   | L'Ulivo                 | Comunisti Italiani      | 1.187                                 | 1,79   |       |
| Totale coalizione | Totale coalizione       | 26.065                  | 39,25                                 |        |       |
|                   | Casa delle Libertà      |                         | Forza Italia                          | 14.274 | 21,49 |
|                   | Casa delle Libertà      | Alleanza Nazionale      | 6.773                                 | 10,20  |       |
|                   | Casa delle Libertà      | CCD-CDU                 | 4.322                                 | 6,51   |       |
|                   | Casa delle Libertà      | Nuovo PSI               | 661                                   | 1,00   |       |
| Totale coalizione | Totale coalizione       | 26.030                  | 39,20                                 |        |       |
|                   | Democrazia Europea      | Democrazia Europea      | Democrazia Europea                    | 5.429  | 8,17  |
|                   | Rifondazione Comunista  | Rifondazione Comunista  | Rifondazione Comunista                | 3.816  | 5,75  |
|                   | Lista Di Pietro         | Lista Di Pietro         | Lista Di Pietro                       | 2.615  | 3,94  |
|                   | Lista Pannella - Bonino | Lista Pannella - Bonino | Lista Pannella - Bonino               | 934    | 1,41  |
|                   | Fiamma Tricolore        | Fiamma Tricolore        | Fiamma Tricolore                      | 625    | 0,94  |
|                   | Liberi e Forti          | Liberi e Forti          | Liberi e Forti                        | 396    | 0,60  |
|                   | Movimento delle Libertà | Movimento delle Libertà | Movimento delle Libertà               | 241    | 0,36  |
|                   | Socialisti Autonomisti  | Socialisti Autonomisti  | Socialisti Autonomisti                | 139    | 0,21  |
|                   | Paese Nuovo             | Paese Nuovo             | Paese Nuovo                           | 86     | 0,13  |
|                   | Abolizione scorporo     | Abolizione scorporo     | Abolizione scorporo                   | 43     | 0,06  |
| Totale            | Totale                  | Totale                  | Totale                                | 66.419 |       |

#### Risultati uninominale
|                               | Ciriaco De Mita ✔️ Eletto | L'Ulivo            | 37 504 | 55,13 |  |  |  |  |  |
|                               | Ferdinando Schettino      | Casa delle Libertà | 22 466 | 33,02 |  |  |  |  |  |
|                               | Antonio Finno             | Democrazia Europea | 5 086  | 7,48  |  |  |  |  |  |
|                               | Marco D'Acunto            | Lista Di Pietro    | 2 975  | 4,37  |  |  |  |  |  |
| Totale                        | Totale                    | Totale             | 68 031 | 100   |  |  |  |  |  |
|                               |                           |                    |        |       |  |  |  |  |  |
| Fonte: Ministero dell'interno |                           |                    |        |       |  |  |  |  |  |